# Burgstall Grüb
Der Burgstall Grüb, auch Grübersberg genannt, bezeichnet eine abgegangene mittelalterliche Höhenburg bei 490 m ü. NHN auf dem „Hagen“ 700 Meter westlich von Grüb, einem heutigen Ortsteil der Gemeinde Wettringen im Landkreis Ansbach in Bayern.
Die auf einem flachen, nach Norden gerichteten Geländesporn gelegene Burg bedeckt ein Areal von 45 × 30 m. Sie ist nach Süden durch einen 8 m breiten Halsgraben gesichert, der heute nur noch max. 1,50 m tief ist. Auf der Innenseite verlief eine heute nur noch ansatzweise erkennbare Mauer, in deren Verlauf eine Mulde eventuell den Standort eines Turmes anzeigt. Auf der Spornspitze stand ein rechteckiger, 9 × 10 m großer Turm, von dem nur noch die Gräben der ausgebrochenen Mauern vorhanden sind.